# Горбово (Дмитровский городской округ)
Горбово — деревня в Дмитровском районе Московской области, в составе сельского поселения Якотское. До 2006 года Горбово входило в состав Слободищевского сельского округа.

## Расположение
Деревня расположена в северо-восточной части района, у границы с Сергиево-Посадским, примерно в 18 км к северо-востоку от Дмитрова, на возвышенности, по правому берегу реки Веля (левый приток Дубны), высота центра над уровнем моря 219 м. Ближайшие населённые пункты — Старово на северо-востоке и Пальчино, Сергиево-Посадского района, на востоке. В 400 м от северной окраины деревни проходит автодорога А108 (Московское большое кольцо).

## Население
| 2002 | 2006 | 2010 |
| ---- | ---- | ---- |
| 0    | →0   | →0   |